# Lorenzo Bernardo
Lorenzo Bernardo – dyplomata i urzędnik wenecki żyjący w XVI wieku. 
Był weneckim ambasadorem w Konstantynopolu od marca 1584 do połowy 1587 roku i znów w 1592.
W 1591 roku już jako senator Republiki Weneckiej pojechał do Albanii z nakazem aresztowania kolejnego weneckiego ambasadora w Turcji Girolamo Lippomano, który 26 kwietnia 1591 wyruszył z Wenecji, i którego w czasie jego nieobecności oskarżono o zdradę stanu i zaocznie skazano na karę śmierci. Bernardo z wyrokiem pośpieszył przez morze.  W tym czasie Lippomano podróżował po Albanii sporządzając notatki. Gdy przybył Bernardo, Lippomani wiedząc co go czeka w kraju cisnął się do morza i utonął.